# Telma Ívarsdóttir
Telma Ívarsdóttir, née le 30 mars 1999, est une footballeuse internationale islandaise. Elle joue au Breiðablik,,,,.